# Чёрная (приток Колокши)

Чёрная — река в России, протекает во Владимирской области. Исток находится западнее села Новобусино. Течёт на северо-восток через деревни Новая, Вожегша. Устье реки находится в 86 км по правому берегу реки Колокша, примерно в 2 км на восток от села Семьинское. Длина реки составляет 15 км, площадь водосборного бассейна — 65,7 км².

## Данные водного реестра
По данным государственного водного реестра России относится к Окскому бассейновому округу, водохозяйственный участок реки — Клязьма от города Орехово-Зуево до города Владимир, речной подбассейн реки — бассейны притоков Оки от Мокши до впадения в Волгу. Речной бассейн реки — Ока.
По данным геоинформационной системы водохозяйственного районирования территории РФ, подготовленной Федеральным агентством водных ресурсов:
- Код водного объекта в государственном водном реестре — 09010300712110000032150
- Код по гидрологической изученности (ГИ) — 110003215
- Код бассейна — 09.01.03.007
- Номер тома по ГИ — 10
- Выпуск по ГИ — 0